# Liste der Monuments historiques in Ferrières-en-Brie
Die Liste der Monuments historiques in Ferrières-en-Brie führt die Monuments historiques in der französischen Gemeinde Ferrières-en-Brie auf.

## Liste der Bauwerke
| Bezeichnung                                       | Beschreibung                                 | Standort                           | Kennzeichnung | Schutzstatus | Datum     | Bild           |
| ------------------------------------------------- | -------------------------------------------- | ---------------------------------- | ------------- | ------------ | --------- | -------------- |
| Café Saint-Rémy                                   | Erbaut 1905                                  | 24, rue Jean-Jaurès (Lage)         | PA00087335    | Inscrit      | 1990      | weitere Bilder |
| Schloss                                           | Erbaut zwischen 1855 und 1859                | (Lage)                             | PA00086959    | Classé       | 2000 2003 | weitere Bilder |
| Nebengebäude des Schlosses der Familie Rothschild | Erbaut 1850                                  | Allée de la Taffarette (Lage)      | PA77000005    | Inscrit      | 1997      | weitere Bilder |
| Pferdestall des Schlosses der Familie Rothschild  | Erbaut in der 2. Hälfte des 19. Jahrhunderts | 7, rue du Général-de-Gaulle (Lage) | PA77000004    | Inscrit      | 1997      | weitere Bilder |
| Kirche St-Rémy                                    | Erbaut ab dem 10. Jahrhundert                | (Lage)                             | PA00086960    | Classé       | 1847      | weitere Bilder |

## Liste der Objekte

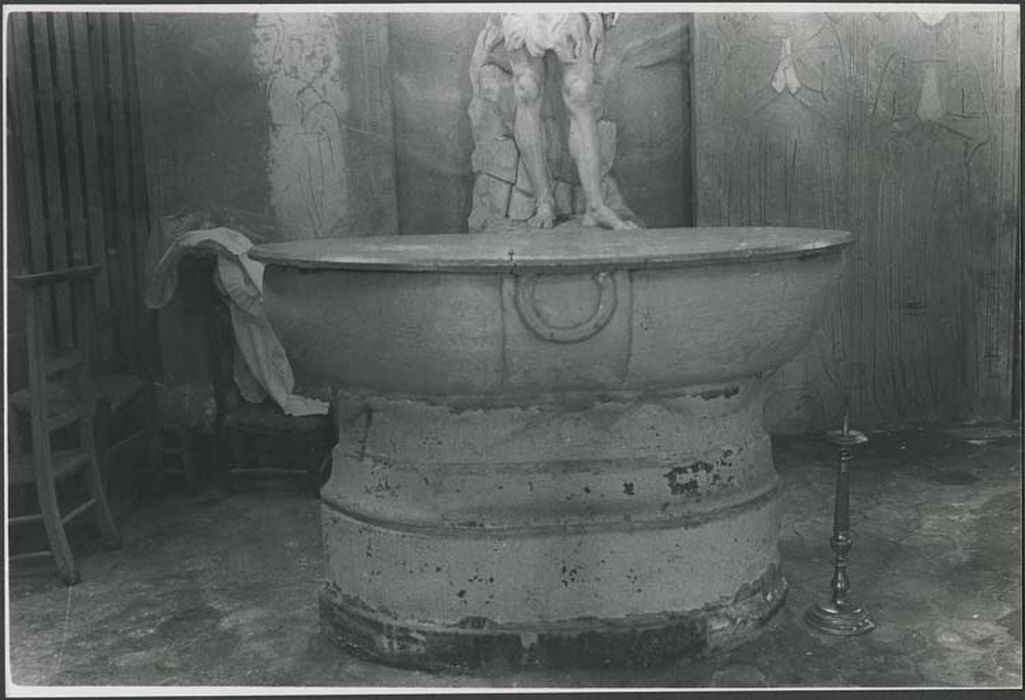
Taufbecken aus dem 16. Jahrhundert in der Kirche St-Rémy

- Monuments historiques (Objekte) in Ferrières-en-Brie in der Base Palissy des französischen Kultusministeriums